# Baccaurea bipindensis
Espèce
Baccaurea bipindensis est une espèce de plantes à fleurs de la famille des Phyllanthaceae. C'est un arbuste trouvé en Afrique.

## Taxonomie
L'épithète spécifique bipindensis fait référence à Bipindi, une localité située au sud du Cameroun.

## Description
C'est un arbuste de 3,5 à 5 m de haut.

## Habitat
Il est répandu au Cameroun et dans les forêts tropicales.